# Indiana Evans
Indiana Rose Evans (* 27. července 1990, Sydney, Nový Jižní Wales, Austrálie) je australská herečka a zpěvačka, mezi její nejznámější patří role v seriálech Home and Away, H2O: Stačí přidat vodu a Blue Lagoon: The Awakening.

## Životopis
Zájem o vystupování má již od věku pěti let, kdy se mohla předávádět před rodinou a přáteli. V sedmi letech ji rodiče přihlásili do hodin tance, které začaly baletem a postupně směřovaly i k jazzu a stepu. Před prací v seriálu Home and Away, studovala dva roky střední školu na Newtown High School of the Performing Arts, ale odešla, aby se mohla věnovat herecké kariéře. Poté tedy měla individuální školní studijní plán, až do věku svých 15 let.

## Kariéra
Její debut na televizní obrazovce přišel v roce 2003 v lékařském seriálu All Saints. Poté získala klíčovou roli v americké kampani pro nápoj Kool-Aid. V ten samý rok měla vedlejší roli v dětském seriálu Snobs, který se soustředí na dva neobvyklé přátele z úplně odlišných světů. Seriál ve vysílání vydržel pouze jednu sérii. Evans se poté začala objevovat v dalších pořadech jako Parodie komedie, Cops LAC a Kriminálka z pobřeží.
Po Snobs se Evans přidala k obsazení australské telenovely Home and Away. Ztvárňovala Matildu Hunter, privilegovanou dospívajíc dívku, která je nucena přestěhovat se do Summer Bay Caravan Park. Evans byla za roli nominována na ceny Logie Award a Inside Soap Award. V dubnu 2008 prozradila, že jí byla nabídnuta prodlužovací smlouva, ale ona se místo toho rozhodla seriál opustit a stalo se tak v červenci 2008.
V roce 2009 hrála v televizním filmu A Model Daughter: The Killing of Caroline Byrne. Ve stejném roce nahradila herečku Claire Holt jako jednu ze tří hlavních rolí v seriálu H2O: Stačí přidat vodu. Hrála ve třetí sérii roli Isabelly 'Belly' Hartley, nadějné zpěvačky a mořské panny. Evans nazpívala hlavní znělku seriálu, "No Ordinary Girl", a dále i několik dalších písní v sérii. Doplnila sólové soundtrackové album seriálu nazvané H2O: Just Add Water, které vyšlo v březnu 2011. Čtvrtou sérii již seriál nezískal.
V srpnu 2010 si vytvořila svůj filmový debut v katastrofickém snímku Australská apokalypsa, kde hrála Naomi Tate. Film je o zatmění Slunce, při kterém hrozí to, že bude celý svět zasažen ledem a vypukne nová doba ledová. Film se natáčel v Tasmánii s rozpočtem 5 milionů australských dolarů a od kritiků získal smíšené recenze.
V listopadu 2010 byla obsazena jako jedna z hlavních postav do dramatického televizního seriálu Crownies, který se soustřední na skupinu čerstvých absolventů práv, kteří pracují pro Úřad ředitele státního zastupitelství. Evans hrála Tatum Novak, dceru známého gangstera. Seriál se natáčel v Sydney v Novém Jižním Walesu a měl premiéru dne 14. července 2011. Vysílal se po jednu sezónu a druhá již nebyla objednána.
V únoru 2012 potvrdila, že bude hrát hlavní ženskou roli ve filmu Blue Lagoon: The Awakening, remaku stejnojmenného filmu z roku 1980. Ve filmu se objevila se svým kolegou z Home and Away, hercem Brentonem Thwaitesem. Film měl premiéru dne 16. června 2012 a získal smíšené recenze.

## Filmografie
| Rok       | Název                                           | Role                     | Poznámky                 |
| --------- | ----------------------------------------------- | ------------------------ | ------------------------ |
| 2003      | All Saints                                      | Milly Roberts            | Hostující hvězda         |
| 2003–2004 | Snobs                                           | Abby Oakley              | Hlavní postava           |
| 2004–2008 | Home and Away                                   | Matilda Hunter           | Hlavní postava           |
| 2008      | Kriminálka z pobřeží                            | China Williams           | Hostující hvězda         |
| 2008      | Burden                                          | Lara Boyd-Cutler         | Krátký film              |
| 2008      | At the Tattooist                                | Georgia                  | Krátký film              |
| 2009      | A Model Daughter: The Killing of Caroline Byrne | Kylie Watson             | TV film                  |
| 2009–2010 | H2O: Stačí přidat vodu                          | Isabella "Bella" Hartley | Hlavní postava, 3. série |
| 2010      | Arctic Blast                                    | Naomi Tate               | Filmový debut            |
| 2010      | Cops LAC                                        | Kylie Tremaine           | Hostující hvězda         |
| 2011      | Crownies                                        | Tatum Novak              | Jedna z hlavních postav  |
| 2012      | Blue Lagoon: The Awakening                      | Emmaline "Emma" Robinson | Televizní film           |

## Ocenění a nominace
| Rok  | Název ocenění                   | Kategorie                   | Práce         | Výsledek   |
| ---- | ------------------------------- | --------------------------- | ------------- | ---------- |
| 2005 | Logie Award                     | Nejpopulárnější nový talent | Home and Away | Nominována |
| 2005 | Nickelodeon Kids' Choice Awards | Vycházející hvězda          | Home and Away | Nominována |
| 2007 | Inside Soap Awards              | Nejlepší mladá herečka      | Home and Away | Nominována |
| 2008 | Inside Soap Awards              | Nejpřitažlivější žena       | Home and Away | Nominována |
| 2008 | Dolly Teen Choice Awards        | Královna dospívajících      | Home and Away | Vyhrála    |